# Saulx-les-Chartreux
Saulx-les-Chartreux är en kommun i departementet Essonne i regionen Île-de-France i norra Frankrike. Kommunen ligger i kantonen Villebon-sur-Yvette som tillhör arrondissementet Palaiseau. År 2022 hade Saulx-les-Chartreux 6 611 invånare.

## Befolkningsutveckling
Antalet invånare i kommunen Saulx-les-Chartreux
| Referens: INSEE |